# Lista över fornlämningar i Ödeshögs kommun
Lista över fornlämningar i Ödeshögs kommun är en förteckning av ett urval av de fornlämningar som finns i Ödeshögs kommun.

## Heda
| Namn                           | Lämningstyp                 | Tillkomsttid | Historisk indelning | Plats | Läge                 | ID-nr          | Bild                                      |
| ------------------------------ | --------------------------- | ------------ | ------------------- | ----- | -------------------- | -------------- | ----------------------------------------- |
| Heda 1:1                       | Stensättning                |              | Heda, Östergötland  |       | 58.248886, 14.700592 | 10043000010001 | Ladda upp en bild av detta fornminne      |
| Tjugby kulle (Heda 2:1)        | Hög                         |              | Heda, Östergötland  |       | 58.289744, 14.736614 | 10043000020001 | Ladda upp en till bild av detta fornminne |
| Heda 3:1                       | Stensättning                |              | Heda, Östergötland  |       | 58.283166, 14.736585 | 10043000030001 | Ladda upp en bild av detta fornminne      |
| Heda 4:1                       | Stensättning                |              | Heda, Östergötland  |       | 58.281475, 14.735228 | 10043000040001 | Ladda upp en bild av detta fornminne      |
| Heda 4:2                       | Stensättning                |              | Heda, Östergötland  |       | 58.281509, 14.735497 | 10043000040002 | Ladda upp en bild av detta fornminne      |
| Heda 4:3                       | Stensättning                |              | Heda, Östergötland  |       | 58.281325, 14.735381 | 10043000040003 | Ladda upp en bild av detta fornminne      |
| Disevids kulle (Heda 5:1)      | Hög                         |              | Heda, Östergötland  |       | 58.290095, 14.724388 | 10043000050001 | Ladda upp en till bild av detta fornminne |
| Heda 6:1                       | Hög                         |              | Heda, Östergötland  |       | 58.295164, 14.710373 | 10043000060001 | Ladda upp en bild av detta fornminne      |
| Heda 7:1                       | Gravfält                    |              | Heda, Östergötland  |       | 58.296135, 14.711112 | 10043000070001 | Ladda upp en bild av detta fornminne      |
| Heda 9:1                       | Gravfält                    |              | Heda, Östergötland  |       | 58.295232, 14.705847 | 10043000090001 | Ladda upp en bild av detta fornminne      |
| Heda 10:1                      | Hög                         |              | Heda, Östergötland  |       | 58.285986, 14.699906 | 10043000100001 | Ladda upp en bild av detta fornminne      |
| Heda 10:2                      | Hög                         |              | Heda, Östergötland  |       | 58.285917, 14.699717 | 10043000100002 | Ladda upp en bild av detta fornminne      |
| Heda 10:3                      | Hög                         |              | Heda, Östergötland  |       | 58.285878, 14.699475 | 10043000100003 | Ladda upp en bild av detta fornminne      |
| Heda 11:1                      | Gravfält                    |              | Heda, Östergötland  |       | 58.285257, 14.699483 | 10043000110001 | Ladda upp en bild av detta fornminne      |
| Heda 12:1                      | Gravfält                    |              | Heda, Östergötland  |       | 58.284473, 14.700078 | 10043000120001 | Ladda upp en bild av detta fornminne      |
| Heda 13:1                      | Runristning                 |              | Heda, Östergötland  |       | 58.286464, 14.703786 | 10043000130001 | Ladda upp en till bild av detta fornminne |
| Heda 13:2                      | Runristning                 |              | Heda, Östergötland  |       | 58.286320, 14.703837 | 10043000130002 | Ladda upp en till bild av detta fornminne |
| Heda 15:1                      | Hög                         |              | Heda, Östergötland  |       | 58.286493, 14.691487 | 10043000150001 | Ladda upp en bild av detta fornminne      |
| Heda 16:1                      | Grav markerad av sten/block |              | Heda, Östergötland  |       | 58.286867, 14.691897 | 10043000160001 | Ladda upp en bild av detta fornminne      |
| Heda 17:1                      | Hög                         |              | Heda, Östergötland  |       | 58.286123, 14.696451 | 10043000170001 | Ladda upp en bild av detta fornminne      |
| Heda 17:2                      | Hög                         |              | Heda, Östergötland  |       | 58.286021, 14.696314 | 10043000170002 | Ladda upp en bild av detta fornminne      |
| Heda 17:3                      | Stensättning                |              | Heda, Östergötland  |       | 58.286134, 14.696229 | 10043000170003 | Ladda upp en bild av detta fornminne      |
| Heda 17:4                      | Stensättning                |              | Heda, Östergötland  |       | 58.286010, 14.696512 | 10043000170004 | Ladda upp en bild av detta fornminne      |
| Heda 20:1                      | Gravfält                    |              | Heda, Östergötland  |       | 58.285672, 14.693059 | 10043000200001 | Ladda upp en bild av detta fornminne      |
| Heda 21:1                      | Stensättning                |              | Heda, Östergötland  |       | 58.301911, 14.697881 | 10043000210001 | Ladda upp en bild av detta fornminne      |
| Heda 23:1                      | Stensättning                |              | Heda, Östergötland  |       | 58.280852, 14.745367 | 10043000230001 | Ladda upp en bild av detta fornminne      |
| Heda 24:1                      | Stensättning                |              | Heda, Östergötland  |       | 58.275282, 14.743235 | 10043000240001 | Ladda upp en bild av detta fornminne      |
| Heda 26:1                      | Gravfält                    |              | Heda, Östergötland  |       | 58.246787, 14.691222 | 10043000260001 | Ladda upp en bild av detta fornminne      |
| Heda 27:1                      | Stensättning                |              | Heda, Östergötland  |       | 58.248093, 14.691305 | 10043000270001 | Ladda upp en bild av detta fornminne      |
| Heda 28:1                      | Gravfält                    |              | Heda, Östergötland  |       | 58.248471, 14.696785 | 10043000280001 | Ladda upp en bild av detta fornminne      |
| Heda 29:1                      | Stensättning                |              | Heda, Östergötland  |       | 58.254141, 14.694552 | 10043000290001 | Ladda upp en bild av detta fornminne      |
| Heda 29:2                      | Stensättning                |              | Heda, Östergötland  |       | 58.253972, 14.694287 | 10043000290002 | Ladda upp en bild av detta fornminne      |
| Heda 29:3                      | Stensättning                |              | Heda, Östergötland  |       | 58.253877, 14.694487 | 10043000290003 | Ladda upp en bild av detta fornminne      |
| Heda 33:1                      | Gravfält                    |              | Heda, Östergötland  |       | 58.264973, 14.729939 | 10043000330001 | Ladda upp en bild av detta fornminne      |
| Heda 35:1                      | Stensättning                |              | Heda, Östergötland  |       | 58.276131, 14.718227 | 10043000350001 | Ladda upp en bild av detta fornminne      |
| Heda 36:1                      | Stensättning                |              | Heda, Östergötland  |       | 58.278465, 14.744768 | 10043000360001 | Ladda upp en bild av detta fornminne      |
| Heda 36:2                      | Stensättning                |              | Heda, Östergötland  |       | 58.278570, 14.744854 | 10043000360002 | Ladda upp en bild av detta fornminne      |
| 3) Jussbergs kulle (Heda 37:1) | Hög                         |              | Heda, Östergötland  |       | 58.285237, 14.689982 | 10043000370001 | Ladda upp en till bild av detta fornminne |
| 3) Jussbergs kulle (Heda 37:2) | Hög                         |              | Heda, Östergötland  |       | 58.285008, 14.689572 | 10043000370002 | Ladda upp en bild av detta fornminne      |
| 3) Jussbergs kulle (Heda 37:3) | Hög                         |              | Heda, Östergötland  |       | 58.284775, 14.688934 | 10043000370003 | Ladda upp en bild av detta fornminne      |
| 3) Jussbergs kulle (Heda 37:4) | Grav markerad av sten/block |              | Heda, Östergötland  |       | 58.284708, 14.688342 | 10043000370004 | Ladda upp en bild av detta fornminne      |
| 3) Jussbergs kulle (Heda 37:5) | Grav markerad av sten/block |              | Heda, Östergötland  |       | 58.284846, 14.688301 | 10043000370005 | Ladda upp en bild av detta fornminne      |
| Heda 40:1                      | Stensättning                |              | Heda, Östergötland  |       | 58.286578, 14.696637 | 10043000400001 | Ladda upp en bild av detta fornminne      |
| Heda 41:1                      | Hög                         |              | Heda, Östergötland  |       | 58.286780, 14.693485 | 10043000410001 | Ladda upp en bild av detta fornminne      |
| Heda 41:2                      | Hög                         |              | Heda, Östergötland  |       | 58.286735, 14.693711 | 10043000410002 | Ladda upp en bild av detta fornminne      |
| Heda 42:1                      | Hög                         |              | Heda, Östergötland  |       | 58.287327, 14.709395 | 10043000420001 | Ladda upp en bild av detta fornminne      |
| Heda 47:1                      | Stensättning                |              | Heda, Östergötland  |       | 58.297188, 14.708737 | 10043000470001 | Ladda upp en bild av detta fornminne      |
| Heda 48:1                      | Hällristning                |              | Heda, Östergötland  |       | 58.299690, 14.706760 | 10043000480001 | Ladda upp en bild av detta fornminne      |
| Heda 51:1                      | Hällristning                |              | Heda, Östergötland  |       | 58.289591, 14.705623 | 10043000510001 | Ladda upp en bild av detta fornminne      |
| Heda 54:1                      | Hög                         |              | Heda, Östergötland  |       | 58.295145, 14.727269 | 10043000540001 | Ladda upp en bild av detta fornminne      |
| Heda 55:1                      | Hällristning                |              | Heda, Östergötland  |       | 58.286387, 14.731751 | 10043000550001 | Ladda upp en bild av detta fornminne      |
| Heda 56:1                      | Hällristning                |              | Heda, Östergötland  |       | 58.279215, 14.675270 | 10043000560001 | Ladda upp en bild av detta fornminne      |
| Heda 60:1                      | Hällristning                |              | Heda, Östergötland  |       | 58.279306, 14.687026 | 10043000600001 | Ladda upp en bild av detta fornminne      |
| Heda 69:1                      | Stensättning                |              | Heda, Östergötland  |       | 58.282766, 14.745053 | 10043000690001 | Ladda upp en bild av detta fornminne      |
| Heda 71:1                      | Hällristning                |              | Heda, Östergötland  |       | 58.297009, 14.737413 | 10043000710001 | Ladda upp en bild av detta fornminne      |
| Heda 71:2                      | Hällristning                |              | Heda, Östergötland  |       | 58.297037, 14.737445 | 10043000710002 | Ladda upp en bild av detta fornminne      |
| Heda 71:3                      | Hällristning                |              | Heda, Östergötland  |       | 58.297058, 14.737350 | 10043000710003 | Ladda upp en bild av detta fornminne      |
| Heda 72:1                      | Hällristning                |              | Heda, Östergötland  |       | 58.298272, 14.735741 | 10043000720001 | Ladda upp en bild av detta fornminne      |
| Heda 72:2                      | Hällristning                |              | Heda, Östergötland  |       | 58.298268, 14.735863 | 10043000720002 | Ladda upp en bild av detta fornminne      |
| Heda 73:1                      | Hällristning                |              | Heda, Östergötland  |       | 58.299017, 14.734916 | 10043000730001 | Ladda upp en bild av detta fornminne      |
| Heda 73:2                      | Hällristning                |              | Heda, Östergötland  |       | 58.298950, 14.734844 | 10043000730002 | Ladda upp en bild av detta fornminne      |
| Heda 74:1                      | Stensättning                |              | Heda, Östergötland  |       | 58.274254, 14.729269 | 10043000740001 | Ladda upp en bild av detta fornminne      |
| Heda 76:1                      | Stensättning                |              | Heda, Östergötland  |       | 58.270325, 14.729806 | 10043000760001 | Ladda upp en bild av detta fornminne      |
| Heda 76:2                      | Stensättning                |              | Heda, Östergötland  |       | 58.270601, 14.730345 | 10043000760002 | Ladda upp en bild av detta fornminne      |
| Heda 77:2                      | Hällristning                |              | Heda, Östergötland  |       | 58.278432, 14.739594 | 10043000770002 | Ladda upp en bild av detta fornminne      |
| Heda 84:1                      | Hällristning                |              | Heda, Östergötland  |       | 58.256074, 14.723515 | 10043000840001 | Ladda upp en bild av detta fornminne      |
| Heda 85:1                      | Stensättning                |              | Heda, Östergötland  |       | 58.279367, 14.740606 | 10043000850001 | Ladda upp en bild av detta fornminne      |
| Heda 86:1                      | Hällristning                |              | Heda, Östergötland  |       | 58.296964, 14.745436 | 10043000860001 | Ladda upp en bild av detta fornminne      |
| Heda 86:2                      | Hällristning                |              | Heda, Östergötland  |       | 58.296990, 14.745308 | 10043000860002 | Ladda upp en bild av detta fornminne      |
| Heda 93:1                      | Hällristning                |              | Heda, Östergötland  |       | 58.255437, 14.700188 | 10043000930001 | Ladda upp en bild av detta fornminne      |
| Heda 93:2                      | Hällristning                |              | Heda, Östergötland  |       | 58.255466, 14.700220 | 10043000930002 | Ladda upp en bild av detta fornminne      |
| Heda 99:2                      | Stensättning                |              | Heda, Östergötland  |       | 58.265557, 14.702043 | 10043000990002 | Ladda upp en bild av detta fornminne      |
| Heda 100:1                     | Gravfält                    |              | Heda, Östergötland  |       | 58.252536, 14.700240 | 10043001000001 | Ladda upp en bild av detta fornminne      |
| Heda 105:1                     | Stensättning                |              | Heda, Östergötland  |       | 58.265541, 14.727346 | 10043001050001 | Ladda upp en bild av detta fornminne      |
| Heda 106:1                     | Stensättning                |              | Heda, Östergötland  |       | 58.246006, 14.689796 | 10043001060001 | Ladda upp en bild av detta fornminne      |
| Heda 106:2                     | Stensättning                |              | Heda, Östergötland  |       | 58.246056, 14.689972 | 10043001060002 | Ladda upp en bild av detta fornminne      |
| Heda 107:1                     | Gravfält                    |              | Heda, Östergötland  |       | 58.250246, 14.696445 | 10043001070001 | Ladda upp en till bild av detta fornminne |
| Ög 133 (Heda 107:2)            | Runristning                 |              | Heda, Östergötland  |       | 58.250531, 14.696575 | 10043001070002 | Ladda upp en till bild av detta fornminne |
| Heda 119:1                     | Hällristning                |              | Heda, Östergötland  |       | 58.272094, 14.708582 | 10043001190001 | Ladda upp en bild av detta fornminne      |

## Rök
| Namn                  | Lämningstyp                 | Tillkomsttid | Historisk indelning | Plats | Läge                 | ID-nr          | Bild                                      |
| --------------------- | --------------------------- | ------------ | ------------------- | ----- | -------------------- | -------------- | ----------------------------------------- |
| "Rökstenen" (Rök 1:1) | Runristning                 |              | Rök, Östergötland   |       | 58.295015, 14.775195 | 10048200010001 | Ladda upp en till bild av detta fornminne |
| Rök 2:1               | Hög                         |              | Rök, Östergötland   |       | 58.289310, 14.746775 | 10048200020001 | Ladda upp en bild av detta fornminne      |
| Rök 6:1               | Grav- och boplatsområde     |              | Rök, Östergötland   |       | 58.282584, 14.773514 | 10048200060001 | Ladda upp en bild av detta fornminne      |
| Rök 8:1               | Stensättning                |              | Rök, Östergötland   |       | 58.282942, 14.774991 | 10048200080001 | Ladda upp en bild av detta fornminne      |
| Rök 9:1               | Stensättning                |              | Rök, Östergötland   |       | 58.283661, 14.775201 | 10048200090001 | Ladda upp en bild av detta fornminne      |
| Rök 9:2               | Stensättning                |              | Rök, Östergötland   |       | 58.283598, 14.775035 | 10048200090002 | Ladda upp en bild av detta fornminne      |
| Rök 9:3               | Stensättning                |              | Rök, Östergötland   |       | 58.283455, 14.775198 | 10048200090003 | Ladda upp en bild av detta fornminne      |
| Rök 9:4               | Stensättning                |              | Rök, Östergötland   |       | 58.283324, 14.775000 | 10048200090004 | Ladda upp en bild av detta fornminne      |
| Rök 10:1              | Stensättning                |              | Rök, Östergötland   |       | 58.281938, 14.779655 | 10048200100001 | Ladda upp en bild av detta fornminne      |
| Rök 12:1              | Hög                         |              | Rök, Östergötland   |       | 58.254635, 14.779217 | 10048200120001 | Ladda upp en bild av detta fornminne      |
| Rök 14:1              | Hällristning                |              | Rök, Östergötland   |       | 58.287257, 14.778276 | 10048200140001 | Ladda upp en bild av detta fornminne      |
| Rök 15:1              | Hällristning                |              | Rök, Östergötland   |       | 58.286171, 14.768618 | 10048200150001 | Ladda upp en bild av detta fornminne      |
| Rök 16:1              | Hällristning                |              | Rök, Östergötland   |       | 58.294226, 14.769884 | 10048200160001 | Ladda upp en bild av detta fornminne      |
| Rök 17:1              | Gravfält                    |              | Rök, Östergötland   |       | 58.284819, 14.784005 | 10048200170001 | Ladda upp en bild av detta fornminne      |
| Rök 20:1              | Stensättning                |              | Rök, Östergötland   |       | 58.283425, 14.784127 | 10048200200001 | Ladda upp en bild av detta fornminne      |
| Rök 21:1              | Stensättning                |              | Rök, Östergötland   |       | 58.282888, 14.785460 | 10048200210001 | Ladda upp en bild av detta fornminne      |
| Rök 22:1              | Stensättning                |              | Rök, Östergötland   |       | 58.282468, 14.786333 | 10048200220001 | Ladda upp en bild av detta fornminne      |
| Rök 23:1              | Stensättning                |              | Rök, Östergötland   |       | 58.282786, 14.791345 | 10048200230001 | Ladda upp en bild av detta fornminne      |
| Rök 23:2              | Stensättning                |              | Rök, Östergötland   |       | 58.283007, 14.791157 | 10048200230002 | Ladda upp en bild av detta fornminne      |
| Rök 24:1              | Stensättning                |              | Rök, Östergötland   |       | 58.283133, 14.789695 | 10048200240001 | Ladda upp en bild av detta fornminne      |
| Rök 24:2              | Stensättning                |              | Rök, Östergötland   |       | 58.283188, 14.790073 | 10048200240002 | Ladda upp en bild av detta fornminne      |
| Rök 25:1              | Stensättning                |              | Rök, Östergötland   |       | 58.283427, 14.791477 | 10048200250001 | Ladda upp en bild av detta fornminne      |
| Rök 26:1              | Gravfält                    |              | Rök, Östergötland   |       | 58.284088, 14.793936 | 10048200260001 | Ladda upp en bild av detta fornminne      |
| Rök 30:1              | Stensättning                |              | Rök, Östergötland   |       | 58.288452, 14.811616 | 10048200300001 | Ladda upp en bild av detta fornminne      |
| Rök 31:1              | Gravfält                    |              | Rök, Östergötland   |       | 58.290632, 14.810632 | 10048200310001 | Ladda upp en bild av detta fornminne      |
| Rök 32:1              | Grav- och boplatsområde     |              | Rök, Östergötland   |       | 58.289394, 14.811074 | 10048200320001 | Ladda upp en bild av detta fornminne      |
| Rök 33:1              | Stensättning                |              | Rök, Östergötland   |       | 58.284798, 14.797476 | 10048200330001 | Ladda upp en bild av detta fornminne      |
| Rök 34:1              | Gravfält                    |              | Rök, Östergötland   |       | 58.286689, 14.801239 | 10048200340001 | Ladda upp en bild av detta fornminne      |
| Rök 35:1              | Stensättning                |              | Rök, Östergötland   |       | 58.287195, 14.802892 | 10048200350001 | Ladda upp en bild av detta fornminne      |
| Rök 37:1              | Hög                         |              | Rök, Östergötland   |       | 58.306438, 14.797632 | 10048200370001 | Ladda upp en bild av detta fornminne      |
| Rök 38:1              | Stensättning                |              | Rök, Östergötland   |       | 58.280018, 14.791222 | 10048200380001 | Ladda upp en bild av detta fornminne      |
| Rök 42:1              | Hällristning                |              | Rök, Östergötland   |       | 58.286655, 14.752057 | 10048200420001 | Ladda upp en bild av detta fornminne      |
| Rök 48:1              | Stensättning                |              | Rök, Östergötland   |       | 58.280623, 14.789844 | 10048200480001 | Ladda upp en bild av detta fornminne      |
| Rök 57:1              | Hällristning                |              | Rök, Östergötland   |       | 58.296464, 14.797372 | 10048200570001 | Ladda upp en bild av detta fornminne      |
| Rök 57:2              | Hällristning                |              | Rök, Östergötland   |       | 58.296502, 14.797453 | 10048200570002 | Ladda upp en bild av detta fornminne      |
| Rök 64:1              | Hällristning                |              | Rök, Östergötland   |       | 58.288121, 14.763350 | 10048200640001 | Ladda upp en bild av detta fornminne      |
| Rök 65:1              | Hällristning                |              | Rök, Östergötland   |       | 58.287157, 14.765471 | 10048200650001 | Ladda upp en bild av detta fornminne      |
| Rök 70:1              | Stensättning                |              | Rök, Östergötland   |       | 58.276357, 14.768589 | 10048200700001 | Ladda upp en bild av detta fornminne      |
| Rök 70:2              | Stensättning                |              | Rök, Östergötland   |       | 58.276310, 14.768744 | 10048200700002 | Ladda upp en bild av detta fornminne      |
| Rök 71:1              | Hällristning                |              | Rök, Östergötland   |       | 58.294478, 14.796956 | 10048200710001 | Ladda upp en bild av detta fornminne      |
| Rök 72:1              | Hällristning                |              | Rök, Östergötland   |       | 58.294442, 14.799001 | 10048200720001 | Ladda upp en bild av detta fornminne      |
| Rök 72:2              | Hällristning                |              | Rök, Östergötland   |       | 58.294408, 14.798869 | 10048200720002 | Ladda upp en bild av detta fornminne      |
| Rök 73:1              | Hällristning                |              | Rök, Östergötland   |       | 58.295207, 14.800357 | 10048200730001 | Ladda upp en bild av detta fornminne      |
| Rök 74:1              | Hällristning                |              | Rök, Östergötland   |       | 58.300745, 14.800977 | 10048200740001 | Ladda upp en bild av detta fornminne      |
| Rök 74:2              | Hällristning                |              | Rök, Östergötland   |       | 58.300785, 14.801038 | 10048200740002 | Ladda upp en bild av detta fornminne      |
| Rök 75:1              | Hällristning                |              | Rök, Östergötland   |       | 58.298156, 14.807428 | 10048200750001 | Ladda upp en bild av detta fornminne      |
| Rök 76:1              | Hög                         |              | Rök, Östergötland   |       | 58.280220, 14.750693 | 10048200760001 | Ladda upp en bild av detta fornminne      |
| Rök 77:1              | Hällristning                |              | Rök, Östergötland   |       | 58.285051, 14.771070 | 10048200770001 | Ladda upp en bild av detta fornminne      |
| Rök 78:1              | Hällristning                |              | Rök, Östergötland   |       | 58.286744, 14.774151 | 10048200780001 | Ladda upp en bild av detta fornminne      |
| Rök 79:1              | Hällristning                |              | Rök, Östergötland   |       | 58.285937, 14.774311 | 10048200790001 | Ladda upp en bild av detta fornminne      |
| Rök 81:1              | Stensättning                |              | Rök, Östergötland   |       | 58.289744, 14.747254 | 10048200810001 | Ladda upp en bild av detta fornminne      |
| Rök 84:1              | Hällristning                |              | Rök, Östergötland   |       | 58.290794, 14.796316 | 10048200840001 | Ladda upp en bild av detta fornminne      |
| Rök 85:1              | Hällristning                |              | Rök, Östergötland   |       | 58.290444, 14.797781 | 10048200850001 | Ladda upp en bild av detta fornminne      |
| Rök 91:1              | Hällristning                |              | Rök, Östergötland   |       | 58.295284, 14.796458 | 10048200910001 | Ladda upp en bild av detta fornminne      |
| Rök 92:1              | Hällristning                |              | Rök, Östergötland   |       | 58.293959, 14.795480 | 10048200920001 | Ladda upp en bild av detta fornminne      |
| Rök 92:2              | Hällristning                |              | Rök, Östergötland   |       | 58.293959, 14.795480 | 10048200920002 | Ladda upp en bild av detta fornminne      |
| Rök 104:1             | Stensättning                |              | Rök, Östergötland   |       | 58.279498, 14.753793 | 10048201040001 | Ladda upp en bild av detta fornminne      |
| Rök 104:2             | Stensättning                |              | Rök, Östergötland   |       | 58.279524, 14.753592 | 10048201040002 | Ladda upp en bild av detta fornminne      |
| Rök 108:1             | Gravfält                    |              | Rök, Östergötland   |       | 58.277712, 14.750576 | 10048201080001 | Ladda upp en bild av detta fornminne      |
| Rök 110:1             | Grav- och boplatsområde     |              | Rök, Östergötland   |       | 58.280231, 14.772862 | 10048201100001 | Ladda upp en bild av detta fornminne      |
| Rök 111:1             | Gravfält                    |              | Rök, Östergötland   |       | 58.280705, 14.768508 | 10048201110001 | Ladda upp en bild av detta fornminne      |
| Rök 133:1             | Grav markerad av sten/block |              | Rök, Östergötland   |       | 58.217898, 14.847034 | 10048201330001 | Ladda upp en bild av detta fornminne      |
| Rök 136:1             | Hällristning                |              | Rök, Östergötland   |       | 58.294260, 14.765964 | 10048201360001 | Ladda upp en bild av detta fornminne      |

## Stora Åby
| Namn                        | Lämningstyp                 | Tillkomsttid | Historisk indelning     | Plats | Läge                 | ID-nr          | Bild                                 |
| --------------------------- | --------------------------- | ------------ | ----------------------- | ----- | -------------------- | -------------- | ------------------------------------ |
| Stora Åby 10:1              | Gravfält                    |              | Stora Åby, Östergötland |       | 58.254601, 14.764523 | 10049800100001 | Ladda upp en bild av detta fornminne |
| Kyrkbacken (Stora Åby 11:1) | Gravfält                    |              | Stora Åby, Östergötland |       | 58.254008, 14.766332 | 10049800110001 | Ladda upp en bild av detta fornminne |
| Stora Åby 13:1              | Stensättning                |              | Stora Åby, Östergötland |       | 58.253521, 14.758453 | 10049800130001 | Ladda upp en bild av detta fornminne |
| Stora Åby 13:2              | Stensättning                |              | Stora Åby, Östergötland |       | 58.253900, 14.758775 | 10049800130002 | Ladda upp en bild av detta fornminne |
| Stora Åby 14:1              | Gravfält                    |              | Stora Åby, Östergötland |       | 58.252267, 14.761390 | 10049800140001 | Ladda upp en bild av detta fornminne |
| Stora Åby 24:1              | Gravfält                    |              | Stora Åby, Östergötland |       | 58.253766, 14.722806 | 10049800240001 | Ladda upp en bild av detta fornminne |
| Stora Åby 25:1              | Stensättning                |              | Stora Åby, Östergötland |       | 58.250669, 14.707223 | 10049800250001 | Ladda upp en bild av detta fornminne |
| Stora Åby 25:2              | Stensättning                |              | Stora Åby, Östergötland |       | 58.250689, 14.707052 | 10049800250002 | Ladda upp en bild av detta fornminne |
| Stora Åby 25:3              | Stensättning                |              | Stora Åby, Östergötland |       | 58.250572, 14.707060 | 10049800250003 | Ladda upp en bild av detta fornminne |
| Stora Åby 25:4              | Stensättning                |              | Stora Åby, Östergötland |       | 58.250778, 14.707167 | 10049800250004 | Ladda upp en bild av detta fornminne |
| Stora Åby 35:1              | Stensättning                |              | Stora Åby, Östergötland |       | 58.259248, 14.732328 | 10049800350001 | Ladda upp en bild av detta fornminne |
| Stora Åby 37:1              | Hög                         |              | Stora Åby, Östergötland |       | 58.258979, 14.740286 | 10049800370001 | Ladda upp en bild av detta fornminne |
| Stora Åby 38:1              | Stensättning                |              | Stora Åby, Östergötland |       | 58.247381, 14.749881 | 10049800380001 | Ladda upp en bild av detta fornminne |
| Stora Åby 39:1              | Hällristning                |              | Stora Åby, Östergötland |       | 58.257480, 14.771870 | 10049800390001 | Ladda upp en bild av detta fornminne |
| Stora Åby 42:1              | Hällristning                |              | Stora Åby, Östergötland |       | 58.243356, 14.715656 | 10049800420001 | Ladda upp en bild av detta fornminne |
| Stora Åby 44:1              | Stensättning                |              | Stora Åby, Östergötland |       | 58.254714, 14.734224 | 10049800440001 | Ladda upp en bild av detta fornminne |
| Stora Åby 51:1              | Stensättning                |              | Stora Åby, Östergötland |       | 58.272931, 14.744589 | 10049800510001 | Ladda upp en bild av detta fornminne |
| Stora Åby 53:1              | Stensättning                |              | Stora Åby, Östergötland |       | 58.263449, 14.753362 | 10049800530001 | Ladda upp en bild av detta fornminne |
| Stora Åby 55:1              | Hällristning                |              | Stora Åby, Östergötland |       | 58.273610, 14.758147 | 10049800550001 | Ladda upp en bild av detta fornminne |
| Stora Åby 56:1              | Stensättning                |              | Stora Åby, Östergötland |       | 58.272681, 14.759747 | 10049800560001 | Ladda upp en bild av detta fornminne |
| Stora Åby 62:1              | Stensättning                |              | Stora Åby, Östergötland |       | 58.264952, 14.760963 | 10049800620001 | Ladda upp en bild av detta fornminne |
| Stora Åby 62:2              | Stensättning                |              | Stora Åby, Östergötland |       | 58.264863, 14.760975 | 10049800620002 | Ladda upp en bild av detta fornminne |
| Stora Åby 65:1              | Stensättning                |              | Stora Åby, Östergötland |       | 58.245971, 14.738893 | 10049800650001 | Ladda upp en bild av detta fornminne |
| Stora Åby 65:2              | Stensättning                |              | Stora Åby, Östergötland |       | 58.246060, 14.739308 | 10049800650002 | Ladda upp en bild av detta fornminne |
| Stora Åby 75:1              | Gravfält                    |              | Stora Åby, Östergötland |       | 58.245624, 14.709979 | 10049800750001 | Ladda upp en bild av detta fornminne |
| Stora Åby 80:1              | Hällristning                |              | Stora Åby, Östergötland |       | 58.251333, 14.760819 | 10049800800001 | Ladda upp en bild av detta fornminne |
| Stora Åby 85:1              | Hällristning                |              | Stora Åby, Östergötland |       | 58.243817, 14.715970 | 10049800850001 | Ladda upp en bild av detta fornminne |
| Stora Åby 85:2              | Hällristning                |              | Stora Åby, Östergötland |       | 58.243798, 14.715875 | 10049800850002 | Ladda upp en bild av detta fornminne |
| Stora Åby 85:3              | Hällristning                |              | Stora Åby, Östergötland |       | 58.243754, 14.715965 | 10049800850003 | Ladda upp en bild av detta fornminne |
| Stora Åby 114:1             | Grav markerad av sten/block |              | Stora Åby, Östergötland |       | 58.259858, 14.773664 | 10049801140001 | Ladda upp en bild av detta fornminne |
| Stora Åby 116:1             | Stensättning                |              | Stora Åby, Östergötland |       | 58.261336, 14.757813 | 10049801160001 | Ladda upp en bild av detta fornminne |
| Stora Åby 116:2             | Stensättning                |              | Stora Åby, Östergötland |       | 58.261208, 14.757659 | 10049801160002 | Ladda upp en bild av detta fornminne |
| Stora Åby 117:1             | Gravfält                    |              | Stora Åby, Östergötland |       | 58.263607, 14.761170 | 10049801170001 | Ladda upp en bild av detta fornminne |
| Stora Åby 118:1             | Gravfält                    |              | Stora Åby, Östergötland |       | 58.266587, 14.753757 | 10049801180001 | Ladda upp en bild av detta fornminne |
| Stora Åby 124:1             | Gravfält                    |              | Stora Åby, Östergötland |       | 58.261386, 14.754442 | 10049801240001 | Ladda upp en bild av detta fornminne |
| Stora Åby 129:1             | Stensättning                |              | Stora Åby, Östergötland |       | 58.261985, 14.744722 | 10049801290001 | Ladda upp en bild av detta fornminne |
| Stora Åby 137:1             | Stensättning                |              | Stora Åby, Östergötland |       | 58.249538, 14.741692 | 10049801370001 | Ladda upp en bild av detta fornminne |
| Stora Åby 139:1             | Stensättning                |              | Stora Åby, Östergötland |       | 58.240780, 14.719880 | 10049801390001 | Ladda upp en bild av detta fornminne |
| Stora Åby 139:2             | Stensättning                |              | Stora Åby, Östergötland |       | 58.240571, 14.719684 | 10049801390002 | Ladda upp en bild av detta fornminne |
| Stora Åby 140:1             | Stensättning                |              | Stora Åby, Östergötland |       | 58.238139, 14.712962 | 10049801400001 | Ladda upp en bild av detta fornminne |
| Stora Åby 141:1             | Grav markerad av sten/block |              | Stora Åby, Östergötland |       | 58.262846, 14.748686 | 10049801410001 | Ladda upp en bild av detta fornminne |
| Stora Åby 142:1             | Stensättning                |              | Stora Åby, Östergötland |       | 58.261824, 14.756123 | 10049801420001 | Ladda upp en bild av detta fornminne |
| Stora Åby 142:2             | Stensättning                |              | Stora Åby, Östergötland |       | 58.261800, 14.756314 | 10049801420002 | Ladda upp en bild av detta fornminne |
| Stora Åby 151:1             | Stensättning                |              | Stora Åby, Östergötland |       | 58.233999, 14.701534 | 10049801510001 | Ladda upp en bild av detta fornminne |
| Stora Åby 151:2             | Stensättning                |              | Stora Åby, Östergötland |       | 58.234049, 14.701711 | 10049801510002 | Ladda upp en bild av detta fornminne |
| Stora Åby 152:1             | Stensättning                |              | Stora Åby, Östergötland |       | 58.234594, 14.710673 | 10049801520001 | Ladda upp en bild av detta fornminne |
| Stora Åby 154:1             | Stensättning                |              | Stora Åby, Östergötland |       | 58.242240, 14.743148 | 10049801540001 | Ladda upp en bild av detta fornminne |
| Stora Åby 155:1             | Hällristning                |              | Stora Åby, Östergötland |       | 58.240611, 14.731290 | 10049801550001 | Ladda upp en bild av detta fornminne |
| Stora Åby 166:1             | Lägenhetsbebyggelse         |              | Stora Åby, Östergötland |       | 58.160711, 14.677928 | 10049801660001 | Ladda upp en bild av detta fornminne |
| Stora Åby 167:1             | Lägenhetsbebyggelse         |              | Stora Åby, Östergötland |       | 58.162401, 14.672495 | 10049801670001 | Ladda upp en bild av detta fornminne |
| Stora Åby 186:1             | Stensättning                |              | Stora Åby, Östergötland |       | 58.102465, 14.675082 | 10049801860001 | Ladda upp en bild av detta fornminne |
| Stora Åby 186:2             | Stensättning                |              | Stora Åby, Östergötland |       | 58.102349, 14.675202 | 10049801860002 | Ladda upp en bild av detta fornminne |
| Stora Åby 206:1             | Hällristning                |              | Stora Åby, Östergötland |       | 58.245126, 14.719305 | 10049802060001 | Ladda upp en bild av detta fornminne |
| Stora Åby 317:1             | Stensättning                |              | Stora Åby, Östergötland |       | 58.158362, 14.651788 | 10049803170001 | Ladda upp en bild av detta fornminne |
| Stora Åby 319:1             | Hällristning                |              | Stora Åby, Östergötland |       | 58.147295, 14.710851 | 10049803190001 | Ladda upp en bild av detta fornminne |
| Stora Åby 320:1             | Hällristning                |              | Stora Åby, Östergötland |       | 58.146621, 14.710836 | 10049803200001 | Ladda upp en bild av detta fornminne |
| Stora Åby 323:1             | Hällristning                |              | Stora Åby, Östergötland |       | 58.146840, 14.710174 | 10049803230001 | Ladda upp en bild av detta fornminne |
| Rök 3:1                     | Stensättning                |              | Stora Åby, Östergötland |       | 58.283870, 14.753275 | 10048200030001 | Ladda upp en bild av detta fornminne |
| Ödeshög 14:1                | Grav markerad av sten/block |              | Stora Åby, Östergötland |       | 58.235332, 14.676246 | 10054700140001 | Ladda upp en bild av detta fornminne |
| Rök 52:1                    | Hällristning                |              | Stora Åby, Östergötland |       | 58.286075, 14.752288 | 10048200520001 | Ladda upp en bild av detta fornminne |
| Rök 82:1                    | Hällristning                |              | Stora Åby, Östergötland |       | 58.285850, 14.750455 | 10048200820001 | Ladda upp en bild av detta fornminne |
| Rök 103:1                   | Hög                         |              | Stora Åby, Östergötland |       | 58.280555, 14.749403 | 10048201030001 | Ladda upp en bild av detta fornminne |
| Heda 113:1                  | Gravfält                    |              | Stora Åby, Östergötland |       | 58.253896, 14.724531 | 10043001130001 | Ladda upp en bild av detta fornminne |

## Svanshals
| Namn                        | Lämningstyp                 | Tillkomsttid | Historisk indelning     | Plats | Läge                 | ID-nr          | Bild                                 |
| --------------------------- | --------------------------- | ------------ | ----------------------- | ----- | -------------------- | -------------- | ------------------------------------ |
| Svanshals 1:1               | Stenkammargrav              |              | Svanshals, Östergötland |       | 58.299101, 14.849934 | 10050300010001 | Ladda upp en bild av detta fornminne |
| Svanshals 3:1               | Hällristning                |              | Svanshals, Östergötland |       | 58.304342, 14.838296 | 10050300030001 | Ladda upp en bild av detta fornminne |
| Svanshals 4:1               | Hällristning                |              | Svanshals, Östergötland |       | 58.306960, 14.836748 | 10050300040001 | Ladda upp en bild av detta fornminne |
| Prinsstenen (Svanshals 6:1) | Minnesmärke                 |              | Svanshals, Östergötland |       | 58.305207, 14.844043 | 10050300060001 | Ladda upp en bild av detta fornminne |
| Svanshals 9:1               | Hällristning                |              | Svanshals, Östergötland |       | 58.285855, 14.833740 | 10050300090001 | Ladda upp en bild av detta fornminne |
| Svanshals 10:1              | Hällristning                |              | Svanshals, Östergötland |       | 58.286133, 14.834551 | 10050300100001 | Ladda upp en bild av detta fornminne |
| Svanshals 11:1              | Runristning                 |              | Svanshals, Östergötland |       | 58.305551, 14.833833 | 10050300110001 | Ladda upp en bild av detta fornminne |
| Svanshals 15:1              | Grav markerad av sten/block |              | Svanshals, Östergötland |       | 58.321940, 14.812461 | 10050300150001 | Ladda upp en bild av detta fornminne |
| Svanshals 17:1              | Stensättning                |              | Svanshals, Östergötland |       | 58.298083, 14.832821 | 10050300170001 | Ladda upp en bild av detta fornminne |
| Svanshals 18:1              | Stensättning                |              | Svanshals, Östergötland |       | 58.296405, 14.831754 | 10050300180001 | Ladda upp en bild av detta fornminne |
| Svanshals 18:2              | Stensättning                |              | Svanshals, Östergötland |       | 58.295958, 14.831751 | 10050300180002 | Ladda upp en bild av detta fornminne |
| Svanshals 19:1              | Stensättning                |              | Svanshals, Östergötland |       | 58.297266, 14.834331 | 10050300190001 | Ladda upp en bild av detta fornminne |
| Svanshals 20:1              | Stensättning                |              | Svanshals, Östergötland |       | 58.301213, 14.830193 | 10050300200001 | Ladda upp en bild av detta fornminne |
| Svanshals 20:2              | Stensättning                |              | Svanshals, Östergötland |       | 58.301308, 14.830135 | 10050300200002 | Ladda upp en bild av detta fornminne |
| Svanshals 21:1              | Stensättning                |              | Svanshals, Östergötland |       | 58.300115, 14.827442 | 10050300210001 | Ladda upp en bild av detta fornminne |
| Svanshals 22:1              | Stensättning                |              | Svanshals, Östergötland |       | 58.298988, 14.825124 | 10050300220001 | Ladda upp en bild av detta fornminne |
| Svanshals 22:2              | Stensättning                |              | Svanshals, Östergötland |       | 58.298976, 14.824987 | 10050300220002 | Ladda upp en bild av detta fornminne |
| Svanshals 22:3              | Stensättning                |              | Svanshals, Östergötland |       | 58.298971, 14.824793 | 10050300220003 | Ladda upp en bild av detta fornminne |
| Svanshals 24:1              | Stensättning                |              | Svanshals, Östergötland |       | 58.295942, 14.830401 | 10050300240001 | Ladda upp en bild av detta fornminne |
| Svanshals 24:2              | Stensättning                |              | Svanshals, Östergötland |       | 58.296120, 14.829903 | 10050300240002 | Ladda upp en bild av detta fornminne |
| Svanshals 38:1              | Stensättning                |              | Svanshals, Östergötland |       | 58.288592, 14.817338 | 10050300380001 | Ladda upp en bild av detta fornminne |
| Svanshals 40:1              | Stensättning                |              | Svanshals, Östergötland |       | 58.294724, 14.821361 | 10050300400001 | Ladda upp en bild av detta fornminne |
| Svanshals 40:2              | Stensättning                |              | Svanshals, Östergötland |       | 58.294927, 14.821013 | 10050300400002 | Ladda upp en bild av detta fornminne |
| Svanshals 40:3              | Stensättning                |              | Svanshals, Östergötland |       | 58.295148, 14.820683 | 10050300400003 | Ladda upp en bild av detta fornminne |
| Svanshals 41:1              | Hällristning                |              | Svanshals, Östergötland |       | 58.299592, 14.823443 | 10050300410001 | Ladda upp en bild av detta fornminne |
| Svanshals 42:1              | Hög                         |              | Svanshals, Östergötland |       | 58.308176, 14.803087 | 10050300420001 | Ladda upp en bild av detta fornminne |
| Svanshals 45:1              | Hällristning                |              | Svanshals, Östergötland |       | 58.307322, 14.837931 | 10050300450001 | Ladda upp en bild av detta fornminne |
| Svanshals 50:1              | Hällristning                |              | Svanshals, Östergötland |       | 58.294288, 14.828233 | 10050300500001 | Ladda upp en bild av detta fornminne |
| Svanshals 64:1              | Grav markerad av sten/block |              | Svanshals, Östergötland |       | 58.322970, 14.812402 | 10050300640001 | Ladda upp en bild av detta fornminne |
| Svanshals 66:1              | Hällristning                |              | Svanshals, Östergötland |       | 58.310567, 14.811902 | 10050300660001 | Ladda upp en bild av detta fornminne |
| Svanshals 69:1              | Hög                         |              | Svanshals, Östergötland |       | 58.304802, 14.822506 | 10050300690001 | Ladda upp en bild av detta fornminne |
| Svanshals 80:1              | Hällristning                |              | Svanshals, Östergötland |       | 58.298214, 14.828897 | 10050300800001 | Ladda upp en bild av detta fornminne |
| Svanshals 82:1              | Stensättning                |              | Svanshals, Östergötland |       | 58.300175, 14.850133 | 10050300820001 | Ladda upp en bild av detta fornminne |
| Svanshals 84:1              | Hällristning                |              | Svanshals, Östergötland |       | 58.293500, 14.838615 | 10050300840001 | Ladda upp en bild av detta fornminne |
| Svanshals 85:1              | Stensättning                |              | Svanshals, Östergötland |       | 58.294072, 14.839017 | 10050300850001 | Ladda upp en bild av detta fornminne |
| Svanshals 86:1              | Hällristning                |              | Svanshals, Östergötland |       | 58.294343, 14.840469 | 10050300860001 | Ladda upp en bild av detta fornminne |
| Svanshals 88:1              | Hällristning                |              | Svanshals, Östergötland |       | 58.305412, 14.839302 | 10050300880001 | Ladda upp en bild av detta fornminne |
| Svanshals 88:2              | Hällristning                |              | Svanshals, Östergötland |       | 58.305449, 14.839218 | 10050300880002 | Ladda upp en bild av detta fornminne |
| Svanshals 90:1              | Stensättning                |              | Svanshals, Östergötland |       | 58.288066, 14.826045 | 10050300900001 | Ladda upp en bild av detta fornminne |
| Svanshals 98:1              | Stensättning                |              | Svanshals, Östergötland |       | 58.297247, 14.844578 | 10050300980001 | Ladda upp en bild av detta fornminne |
| Svanshals 109:1             | Hällristning                |              | Svanshals, Östergötland |       | 58.317708, 14.863859 | 10050301090001 | Ladda upp en bild av detta fornminne |
| Svanshals 109:2             | Hällristning                |              | Svanshals, Östergötland |       | 58.317708, 14.863859 | 10050301090002 | Ladda upp en bild av detta fornminne |
| Svanshals 109:3             | Hällristning                |              | Svanshals, Östergötland |       | 58.317708, 14.863859 | 10050301090003 | Ladda upp en bild av detta fornminne |
| Svanshals 110:1             | Hällristning                |              | Svanshals, Östergötland |       | 58.316891, 14.863628 | 10050301100001 | Ladda upp en bild av detta fornminne |
| Svanshals 114:1             | Hällristning                |              | Svanshals, Östergötland |       | 58.319819, 14.866375 | 10050301140001 | Ladda upp en bild av detta fornminne |
| Svanshals 115:1             | Hällristning                |              | Svanshals, Östergötland |       | 58.320855, 14.864606 | 10050301150001 | Ladda upp en bild av detta fornminne |
| Svanshals 115:2             | Hällristning                |              | Svanshals, Östergötland |       | 58.320915, 14.864637 | 10050301150002 | Ladda upp en bild av detta fornminne |
| Svanshals 118:1             | Hällristning                |              | Svanshals, Östergötland |       | 58.315557, 14.851317 | 10050301180001 | Ladda upp en bild av detta fornminne |
| Svanshals 118:2             | Hällristning                |              | Svanshals, Östergötland |       | 58.315582, 14.851194 | 10050301180002 | Ladda upp en bild av detta fornminne |
| Svanshals 154:1             | Stensättning                |              | Svanshals, Östergötland |       | 58.302378, 14.853117 | 10050301540001 | Ladda upp en bild av detta fornminne |

## Trehörna
| Namn                      | Lämningstyp  | Tillkomsttid | Historisk indelning    | Plats | Läge                 | ID-nr          | Bild                                      |
| ------------------------- | ------------ | ------------ | ---------------------- | ----- | -------------------- | -------------- | ----------------------------------------- |
| Trehörna 1:1              | Röse         |              | Trehörna, Östergötland |       | 58.106179, 14.771774 | 10051200010001 | Ladda upp en bild av detta fornminne      |
| Smessorna (Trehörna 14:1) | Röse         |              | Trehörna, Östergötland |       | 58.143826, 14.841491 | 10051200140001 | Ladda upp en till bild av detta fornminne |
| Smessorna (Trehörna 14:2) | Stensättning |              | Trehörna, Östergötland |       | 58.143719, 14.841320 | 10051200140002 | Ladda upp en bild av detta fornminne      |

## Västra Tollstad
| Namn                                   | Lämningstyp             | Tillkomsttid | Historisk indelning           | Plats | Läge                 | ID-nr          | Bild                                      |
| -------------------------------------- | ----------------------- | ------------ | ----------------------------- | ----- | -------------------- | -------------- | ----------------------------------------- |
| Alvastra kloster (Västra Tollstad 1:1) | Kloster                 |              | Västra Tollstad, Östergötland |       | 58.296875, 14.657262 | 10053900010001 | Ladda upp en till bild av detta fornminne |
| Västra Tollstad 2:1                    | Kyrka/kapell            |              | Västra Tollstad, Östergötland |       | 58.295209, 14.644868 | 10053900020001 | Ladda upp en till bild av detta fornminne |
| Västra Tollstad 2:2                    | Begravningsplats        |              | Västra Tollstad, Östergötland |       | 58.295211, 14.644179 | 10053900020002 | Ladda upp en till bild av detta fornminne |
| Svenkerskapellet (Västra Tollstad 3:1) | Kyrka/kapell            |              | Västra Tollstad, Östergötland |       | 58.289911, 14.643640 | 10053900030001 | Ladda upp en till bild av detta fornminne |
| Svenkerskapellet (Västra Tollstad 3:2) | Hällristning            |              | Västra Tollstad, Östergötland |       | 58.289835, 14.643504 | 10053900030002 | Ladda upp en bild av detta fornminne      |
| Västra Tollstad 5:1                    | Stensättning            |              | Västra Tollstad, Östergötland |       | 58.293380, 14.644651 | 10053900050001 | Ladda upp en bild av detta fornminne      |
| Ormkullen (åsen) (Västra Tollstad 8:1) | Stensättning            |              | Västra Tollstad, Östergötland |       | 58.303418, 14.690917 | 10053900080001 | Ladda upp en bild av detta fornminne      |
| Västra Tollstad 11:1                   | Stensättning            |              | Västra Tollstad, Östergötland |       | 58.268769, 14.670562 | 10053900110001 | Ladda upp en bild av detta fornminne      |
| Galgbacken (Västra Tollstad 12:1)      | Stenkammargrav          |              | Västra Tollstad, Östergötland |       | 58.295563, 14.648377 | 10053900120001 | Ladda upp en bild av detta fornminne      |
| Västra Tollstad 12:4                   | Hällristning            |              | Västra Tollstad, Östergötland |       | 58.295563, 14.648377 | 10053900120004 | Ladda upp en bild av detta fornminne      |
| Hjässan (Västra Tollstad 17:1)         | Fornborg                |              | Västra Tollstad, Östergötland |       | 58.307011, 14.649081 | 10053900170001 | Ladda upp en bild av detta fornminne      |
| Borggården (Västra Tollstad 18:1)      | Fornborg                |              | Västra Tollstad, Östergötland |       | 58.325552, 14.654375 | 10053900180001 | Ladda upp en bild av detta fornminne      |
| Västra Tollstad 21:1                   | Hällristning            |              | Västra Tollstad, Östergötland |       | 58.275681, 14.637853 | 10053900210001 | Ladda upp en till bild av detta fornminne |
| Västra Tollstad 26:1                   | Hällristning            |              | Västra Tollstad, Östergötland |       | 58.269946, 14.640409 | 10053900260001 | Ladda upp en bild av detta fornminne      |
| Västra Tollstad 28:1                   | Hällristning            |              | Västra Tollstad, Östergötland |       | 58.261455, 14.652317 | 10053900280001 | Ladda upp en bild av detta fornminne      |
| Västra Tollstad 30:1                   | Hällristning            |              | Västra Tollstad, Östergötland |       | 58.299294, 14.692475 | 10053900300001 | Ladda upp en bild av detta fornminne      |
| Västra Tollstad 33:1                   | Hällristning            |              | Västra Tollstad, Östergötland |       | 58.285318, 14.663142 | 10053900330001 | Ladda upp en bild av detta fornminne      |
| Västra Tollstad 35:1                   | Hällristning            |              | Västra Tollstad, Östergötland |       | 58.285341, 14.675430 | 10053900350001 | Ladda upp en bild av detta fornminne      |
| Västra Tollstad 35:2                   | Hällristning            |              | Västra Tollstad, Östergötland |       | 58.285397, 14.675420 | 10053900350002 | Ladda upp en bild av detta fornminne      |
| Västra Tollstad 36:1                   | Stensättning            |              | Västra Tollstad, Östergötland |       | 58.304576, 14.669014 | 10053900360001 | Ladda upp en bild av detta fornminne      |
| Västra Tollstad 36:2                   | Stensättning            |              | Västra Tollstad, Östergötland |       | 58.304397, 14.668895 | 10053900360002 | Ladda upp en bild av detta fornminne      |
| Västra Tollstad 37:1                   | Gravfält                |              | Västra Tollstad, Östergötland |       | 58.302897, 14.666368 | 10053900370001 | Ladda upp en bild av detta fornminne      |
| Västra Tollstad 38:1                   | Stensättning            |              | Västra Tollstad, Östergötland |       | 58.304901, 14.671615 | 10053900380001 | Ladda upp en bild av detta fornminne      |
| Västra Tollstad 44:1                   | Hällristning            |              | Västra Tollstad, Östergötland |       | 58.267450, 14.664722 | 10053900440001 | Ladda upp en bild av detta fornminne      |
| Västra Tollstad 49:1                   | Hällristning            |              | Västra Tollstad, Östergötland |       | 58.271939, 14.654850 | 10053900490001 | Ladda upp en bild av detta fornminne      |
| Västra Tollstad 49:2                   | Hällristning            |              | Västra Tollstad, Östergötland |       | 58.271745, 14.655015 | 10053900490002 | Ladda upp en bild av detta fornminne      |
| Västra Tollstad 50:1                   | Hällristning            |              | Västra Tollstad, Östergötland |       | 58.272680, 14.657657 | 10053900500001 | Ladda upp en bild av detta fornminne      |
| Västra Tollstad 51:1                   | Hällristning            |              | Västra Tollstad, Östergötland |       | 58.270777, 14.656003 | 10053900510001 | Ladda upp en bild av detta fornminne      |
| Västra Tollstad 51:2                   | Hällristning            |              | Västra Tollstad, Östergötland |       | 58.270456, 14.655821 | 10053900510002 | Ladda upp en bild av detta fornminne      |
| Västra Tollstad 52:1                   | Hällristning            |              | Västra Tollstad, Östergötland |       | 58.269455, 14.655231 | 10053900520001 | Ladda upp en bild av detta fornminne      |
| Västra Tollstad 53:1                   | Hällristning            |              | Västra Tollstad, Östergötland |       | 58.275407, 14.660431 | 10053900530001 | Ladda upp en bild av detta fornminne      |
| Västra Tollstad 54:1                   | Hällristning            |              | Västra Tollstad, Östergötland |       | 58.277497, 14.668549 | 10053900540001 | Ladda upp en bild av detta fornminne      |
| Västra Tollstad 55:1                   | Hällristning            |              | Västra Tollstad, Östergötland |       | 58.275329, 14.657607 | 10053900550001 | Ladda upp en bild av detta fornminne      |
| Västra Tollstad 55:2                   | Hällristning            |              | Västra Tollstad, Östergötland |       | 58.275283, 14.657527 | 10053900550002 | Ladda upp en bild av detta fornminne      |
| Västra Tollstad 56:1                   | Hällristning            |              | Västra Tollstad, Östergötland |       | 58.273657, 14.657216 | 10053900560001 | Ladda upp en bild av detta fornminne      |
| Västra Tollstad 56:2                   | Hällristning            |              | Västra Tollstad, Östergötland |       | 58.273703, 14.657264 | 10053900560002 | Ladda upp en bild av detta fornminne      |
| Västra Tollstad 57:1                   | Stensättning            |              | Västra Tollstad, Östergötland |       | 58.268730, 14.620900 | 10053900570001 | Ladda upp en bild av detta fornminne      |
| Västra Tollstad 61:1                   | Hällristning            |              | Västra Tollstad, Östergötland |       | 58.252200, 14.630209 | 10053900610001 | Ladda upp en bild av detta fornminne      |
| Västra Tollstad 62:1                   | Hällristning            |              | Västra Tollstad, Östergötland |       | 58.256185, 14.633822 | 10053900620001 | Ladda upp en bild av detta fornminne      |
| Västra Tollstad 69:1                   | Hällristning            |              | Västra Tollstad, Östergötland |       | 58.254659, 14.633824 | 10053900690001 | Ladda upp en bild av detta fornminne      |
| Västra Tollstad 102:1                  | Stensättning            |              | Västra Tollstad, Östergötland |       | 58.301100, 14.664015 | 10053901020001 | Ladda upp en bild av detta fornminne      |
| Västra Tollstad 104:1                  | Stensättning            |              | Västra Tollstad, Östergötland |       | 58.302360, 14.665286 | 10053901040001 | Ladda upp en bild av detta fornminne      |
| Västra Tollstad 122:1                  | Stensättning            |              | Västra Tollstad, Östergötland |       | 58.297290, 14.642855 | 10053901220001 | Ladda upp en bild av detta fornminne      |
| Västra Tollstad 189:1                  | Stensättning            |              | Västra Tollstad, Östergötland |       | 58.322684, 14.677414 | 10053901890001 | Ladda upp en bild av detta fornminne      |
| Västra Tollstad 236                    | Grav- och boplatsområde |              | Västra Tollstad, Östergötland |       | 58.280695, 14.646053 | 12000000079712 | Ladda upp en bild av detta fornminne      |

## Ödeshög
| Namn                        | Lämningstyp                 | Tillkomsttid | Historisk indelning   | Plats | Läge                 | ID-nr          | Bild                                      |
| --------------------------- | --------------------------- | ------------ | --------------------- | ----- | -------------------- | -------------- | ----------------------------------------- |
| Ödeshög 1:1                 | Gravfält                    |              | Ödeshög, Östergötland |       | 58.258473, 14.682105 | 10054700010001 | Ladda upp en bild av detta fornminne      |
| Ödeshög 3:1                 | Hög                         |              | Ödeshög, Östergötland |       | 58.243350, 14.660108 | 10054700030001 | Ladda upp en bild av detta fornminne      |
| Ödeshög 8:1                 | Gravfält                    |              | Ödeshög, Östergötland |       | 58.248509, 14.627738 | 10054700080001 | Ladda upp en bild av detta fornminne      |
| Ödeshög 9:1                 | Gravfält                    |              | Ödeshög, Östergötland |       | 58.240121, 14.626699 | 10054700090001 | Ladda upp en bild av detta fornminne      |
| Ödeshög 11:1                | Grav markerad av sten/block |              | Ödeshög, Östergötland |       | 58.234156, 14.666120 | 10054700110001 | Ladda upp en bild av detta fornminne      |
| Ödeshög 16:1                | Runristning                 |              | Ödeshög, Östergötland |       | 58.230256, 14.654366 | 10054700160001 | Ladda upp en till bild av detta fornminne |
| Ödeshög 20:1                | Stensättning                |              | Ödeshög, Östergötland |       | 58.225320, 14.639815 | 10054700200001 | Ladda upp en bild av detta fornminne      |
| Ödeshög 29:1                | Stensättning                |              | Ödeshög, Östergötland |       | 58.213252, 14.623243 | 10054700290001 | Ladda upp en bild av detta fornminne      |
| Ödeshög 35:1                | Hög                         |              | Ödeshög, Östergötland |       | 58.193040, 14.595853 | 10054700350001 | Ladda upp en bild av detta fornminne      |
| Ödeshög 37:1                | Stensättning                |              | Ödeshög, Östergötland |       | 58.177600, 14.581060 | 10054700370001 | Ladda upp en bild av detta fornminne      |
| Ödeshög 37:2                | Stensättning                |              | Ödeshög, Östergötland |       | 58.177486, 14.581044 | 10054700370002 | Ladda upp en bild av detta fornminne      |
| Ödeshög 37:3                | Grav markerad av sten/block |              | Ödeshög, Östergötland |       | 58.177470, 14.580902 | 10054700370003 | Ladda upp en bild av detta fornminne      |
| Ödeshög 37:4                | Grav markerad av sten/block |              | Ödeshög, Östergötland |       | 58.177470, 14.580902 | 10054700370004 | Ladda upp en bild av detta fornminne      |
| Ödeshög 40:1                | Stenkrets                   |              | Ödeshög, Östergötland |       | 58.159228, 14.570741 | 10054700400001 | Ladda upp en bild av detta fornminne      |
| Skansebacken (Ödeshög 45:2) | Fästning/skans              |              | Ödeshög, Östergötland |       | 58.164131, 14.581045 | 10054700450002 | Ladda upp en bild av detta fornminne      |
| Ödeshög 69:1                | Hällristning                |              | Ödeshög, Östergötland |       | 58.243015, 14.658921 | 10054700690001 | Ladda upp en bild av detta fornminne      |
| Ödeshög 69:2                | Hällristning                |              | Ödeshög, Östergötland |       | 58.243293, 14.659146 | 10054700690002 | Ladda upp en bild av detta fornminne      |
| Ödeshög 106:1               | Hällristning                |              | Ödeshög, Östergötland |       | 58.223655, 14.633905 | 10054701060001 | Ladda upp en bild av detta fornminne      |
| Ödeshög 107:1               | Hällristning                |              | Ödeshög, Östergötland |       | 58.224596, 14.651176 | 10054701070001 | Ladda upp en bild av detta fornminne      |
| Ödeshög 166:1               | Stensättning                |              | Ödeshög, Östergötland |       | 58.109081, 14.632752 | 10054701660001 | Ladda upp en bild av detta fornminne      |
| Ödeshög 173:1               | Grav markerad av sten/block |              | Ödeshög, Östergötland |       | 58.110720, 14.547757 | 10054701730001 | Ladda upp en bild av detta fornminne      |
| Ödeshög 176:1               | Stensättning                |              | Ödeshög, Östergötland |       | 58.107938, 14.546795 | 10054701760001 | Ladda upp en bild av detta fornminne      |
| Ödeshög 207:1               | Lägenhetsbebyggelse         |              | Ödeshög, Östergötland |       | 58.120424, 14.572263 | 10054702070001 | Ladda upp en bild av detta fornminne      |
| Ödeshög 210:1               | Kvarn                       |              | Ödeshög, Östergötland |       | 58.125974, 14.565824 | 10054702100001 | Ladda upp en bild av detta fornminne      |
| Ödeshög 220                 | Lägenhetsbebyggelse         |              | Ödeshög, Östergötland |       | 58.248959, 14.655766 | 12000000037025 | Ladda upp en bild av detta fornminne      |